# Западноафриканская генетта
Западноафриканская генетта, или ложная генета (лат. Genetta thierryi) — хищное млекопитающее из семейства виверровых.

## Описание
Западноафриканская генетта длиной 38—45 см, высота в холке 40—54 см, масса 1,3—1,5 кг. Окрас шерсти от бежево-жёлтого до светло-коричневого цвета, пятна красновато-оранжевого цвета. На спине имеется продольная тёмная полоса.
Пятна сравнительно небольшие, находятся относительно близко друг к другу, располагаясь на спине подобно линии и соединяясь частично у основания хвоста. Морда и передняя часть тела почти без пятен. Волосы на спине не удлинённые, поэтому спинной гребень отсутствует. Хвост скрученный, тёмные участки ближе к концу становятся шире. В целом узнаваемы 8—9 колец или полуколец. Кончик хвоста черноватый

## Распространение
Западноафриканская генетта распространена неравномерно на юге Западной Африки. Ареал простирается от Сенегала на западе и до Камеруна на востоке (точная граница ареала на востоке не известна). Животное населяет сухие и влажные саванны с редколесьем. Тем не менее, имеются наблюдения животных во влажных лесах, редколесьях и сухих лесистых степях..

## Образ жизни
Об образе жизни этого ночного хищника известно мало. Его поведение при размножении также неизвестно, но считается, что эти генеты устраивают логова среди валунов или в ямах, вырытых в земле. Детеныши были найдены спящим в дупле дерева, а в ноябре в Мали были найдены два подросших зверька, что может свидетельствовать о том, что щенки родились в период с января по март.

## Угрозы

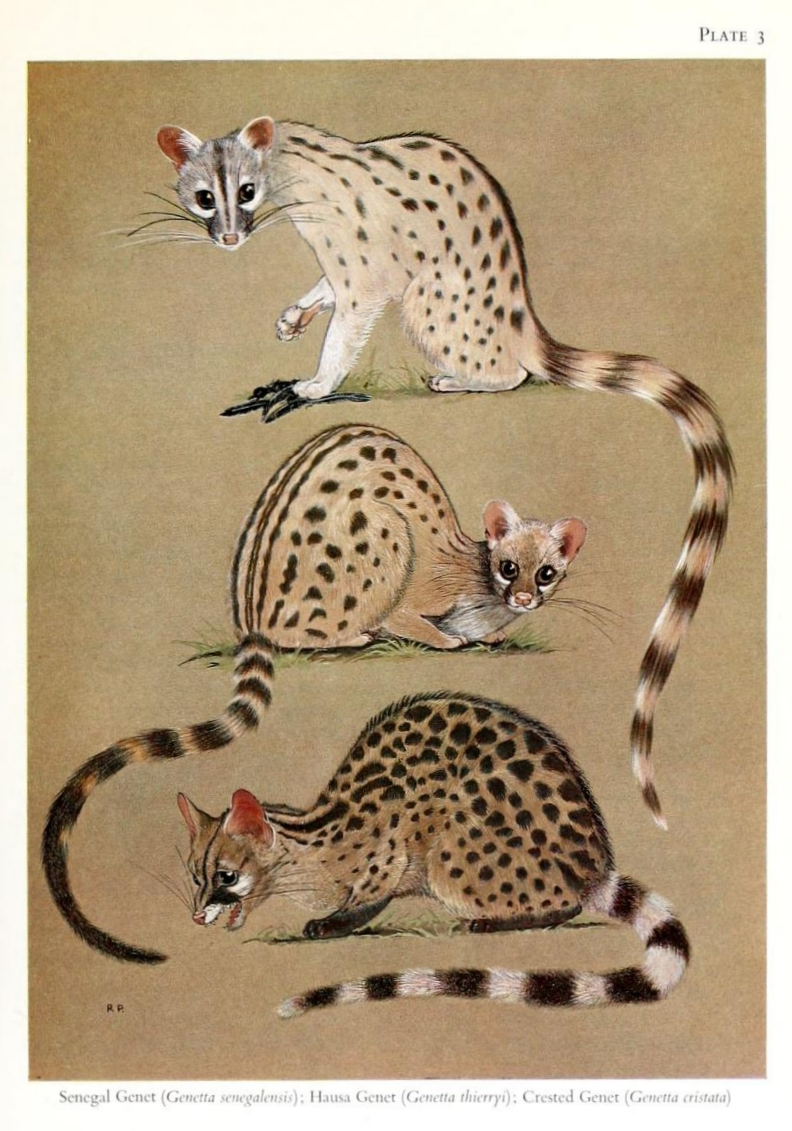
Западноафриканская генетта

В некоторых районах на него охотятся, и иногда его можно увидеть на выставке в виде мяса диких животных. Масштаб и воздействие данной угрозы неизвестны.